# Leslie Graves
Leslie Marie Graves (Silver City (Nuovo Messico), 29 settembre 1959 – Los Angeles, 23 agosto 1995) è stata un'attrice statunitense.
È particolarmente nota in Italia per la sua interpretazione del personaggio Brenda Clegg nella soap opera Capitol.

## Biografia
Figlia dell'attore teatrale Michael Graves, debuttò a circa 10 anni nel mondo dello spettacolo di Broadway A Cry of Players (1968–1969), scritto da William Gibson, e successivamente nei primi tredici episodi della serie TV Sesame Street (1969), The Mary Tyler Moore Show (1971, in un solo episodio, intitolato "Baby Sit-Com"), Here We Go Again (1973).

## Filmografia

### Cinema
- Piraña paura (Piranha II: The Spawning), regia di James Cameron (1982)
- Il giustiziere della notte 2 (Death Wish 2), regia di Michael Winner (1982)

### Televisione
- Mary Tyler Moore – serie TV (1970)
- Here We Go Again – serie TV (1973)
- Capitol – serie TV (1982-1984)